# 벽수
벽수(壁宿)는 동아시아의 별자리인 이십팔수의 하나이다. 북방현무 7수(宿) 중 일곱 번째에 해당된다.
서양 별자리의 페가수스자리 사각형의 일부에 해당된다.

## 벽수에 속한 별자리
벽수에 속한 별자리들은 다음과 같다.
| 별자리   | 한자     | 별 개수 | 위치                 |
| -------- | -------- | ------- | -------------------- |
| 벽, 동벽 | 壁, 東壁 | 2       | 페가수스, 안드로메다 |
| 벽력     | 霹靂     | 5       | 물고기자리           |
| 운우     | 雲雨     | 4       | 물고기자리           |
| 천구     | 天厩     | 10      |                      |
| 부질     | 鈇鑕     | 5       |                      |
| 토공     | 土公     | 2       |                      |

- 토공은 《천문류초》에는 없으나 〈천상열차분야지도〉에는 표시되어 있다.

## 참고 문헌
- 권근 외, 『천상열차분야지도』, 서운관(書雲觀), 1395
- 이문규, 《고대 중국인이 바라본 하늘의 세계》, 문학과 지성사, 2000
- 이순지 저, 김수길.윤상철 역,《천문류초》, 대유학당, 1998
- 박창범, 《하늘에 새긴 우리역사》, 김영사, 2002